# Кумарал
Кумара́л (каз. Құмарал) — село у складі Карасайського району Алматинської області Казахстану. Входить до складу Айтейського сільського округу.
Населення — 1297 осіб (2021; 650 у 2009, 48 у 1999, 72 у 1989).